# Islande aux Jeux olympiques d'hiver de 1948
Cet article contient des informations sur la participation et les résultats de l'Islande aux Jeux olympiques d'hiver de 1948 à Saint-Moritz en Suisse. L'Islande était représentée par 4 athlètes. Cette participation était la première de l'Islande aux Jeux d'hiver. La délégation islandaise n'a pas récolté de médaille.